# Opsiphanes didymaon
Opsiphanes didymaon är en fjärilsart som beskrevs av Felder 1866. Opsiphanes didymaon ingår i släktet Opsiphanes och familjen praktfjärilar. Inga underarter finns listade i Catalogue of Life.